# Salvadorska vaterpolska reprezentacija
Salvadorska vaterpolska reprezentacija predstavlja državu Salvador u međunarodnom športu muškom vaterpolu.

## Utakmice

### Igre Srednje Amerike i Kariba 1998.
- Kuba -  Salvador 32:1
- Portoriko -  Salvador 16:2
- Barbados -  Salvador 8:7

- 20. kolovoza 1998.:  Salvador -  Aruba 8:7

- za peto mjesto 21. kolovoza 1998.:  Venezuela -  Salvador 13:1